# Bireh, Rachaya
Bireh è un centro abitato e comune (municipalité) del Libano situato nel distretto di Rashaya, governatorato della Beqā.